# キュービック (2006年設立の企業)
株式会社キュービック（英：CUEBiC Inc.）は、東京都新宿区に本社を置く日本の企業である。

## 概要
2006年に創立したデジタルマーケティング企業。比較サイトを中心としたデジタルメディア事業を行っており、お買い物メディア『your SELECT.』、ウォーターサーバーの比較サイト『ミズコム』、転職活動や新しいキャリアの選択を支援するサービス『ミライトーチ』などを運営する。

## 沿革
| 2006年 | 10月 | - 東京・赤羽（グランフォース赤羽）に株式会社WEBCUBEを設立 - デジタルメディア事業（バーティカルメディア）を開始 - 1人目の学生インターンが入社      |
| 2010年 | 4月  | - 事業拡大に伴い本社を東京・赤羽（赤羽ACビル）に移転                                                                                              |
| 2012年 | 2月  | - 『株式会社キュービックホールディングス』に商号変更 - 事業拡大に伴い本社を東京・上野（黒門平成ビル8F）に移転                                     |
| 2012年 | 12月 | - 行動指針の原案を策定 |
| 2013年 | 5月  | - 事業拡大に伴い本社を増床（黒門平成ビル7F/8F）                                                                                                   |
| 2013年 | 6月  | - 第7期決算において年商10億円を突破 - Yahoo! JAPANのセールスパートナーとして2つ星を獲得                                                           |
| 2015年 | 3月  | - 事業拡大に伴い本社を東京・西新宿（新宿フロントタワー14F）に移転                                                                                 |
| 2015年 | 6月  | - キュービック9つのクレド（行動指針）策定 |
| 2015年 | 10月 | - 子会社『株式会社キュービックボーテ』を設立 - 美容サロン事業を開始 - 事業拡大に伴い本社を分室増床（小林ビル）                                    |
| 2016年 | 9月  | - 事業拡大に伴い本社を増床（新宿フロントタワー14F）                                                                                               |
| 2016年 | 10月 | - 創業10周年 - 『株式会社キュービック』へ商号変更 - CI/VI策定（経営理念・ミッション・クレド・コーポレートロゴを刷新）                             |
| 2016年 | 11月 | - インターン在籍数100人突破 |
| 2016年 | 12月 | - シンガポールに『CUEBiC SINGAPORE PTE.LTD.』を設立                                                                                               |
| 2017年 | 1月  | - 福岡支社を設立 - 通販事業者向け集客支援事業を開始                                                                                               |
| 2017年 | 9月  | - インドネシア・ジャカルタに『PT. CUEBiC DIGITAL Indonesia』を設立                                                                                |
| 2018年 | 4月  | - 『株式会社キュービックベンチャーズ』がグループに参画                                                                                            |
| 2018年 | 9月  | - 美容サロン事業を譲渡 |
| 2018年 | 10月 | - ビジョン及びクレドを刷新 |
| 2018年 | 11月 | - 事業拡大に伴い本社を東京・西新宿（新宿フロントタワー16F）に移転                                                                                 |
| 2019年 | 6月  | - SNSアニメ事業『モモウメ』を開始 |
| 2019年 | 11月 | - 『株式会社Parasol』がグループに参画 |
| 2019年 | 12月 | - 『株式会社アーク・コミュニケーションズ』がグループに参画                                                                                        |
| 2020年 | 5月  | - 子会社『株式会社キュービックペンシル』を設立 - 学生向けオンラインワーク提供サービス『キュービックペンシル』を開始                               |
| 2020年 | 8月  | - デジタルメディア事業（総合比較メディア）『your SELECT.』を開始                                                                                  |
| 2020年 | 9月  | - CI/VI刷新（ビジョン・ミッション・クレド・コーポレートロゴを刷新）                                                                               |
| 2021年 | 2月  | - デジタルメディア事業（アライアンスメディア）『ミズノート』を開始 - 『CUEBiC SINGAPORE PTE.LTD.』を閉鎖                                          |
| 2021年 | 3月  | - 長期インターン紹介サービス『ドットインターン』を開始                                                                                            |
| 2022年 | 3月  | - Google Partners プログラム最上位「2022 Premier Partner」に認定 - 日本における「働きがいのある会社」ランキングの総合/女性/若手3部門でベスト3入賞 |
| 2023年 | 2月  | - 履歴書作成ツール『ミライトーチ』をローンチ |
| 2023年 | 4月  | - 『株式会社キュービックベンチャーズ』で新規事業インキュベーション強化を開始                                                                      |
| 2023年 | 8月  | - 『ハイマネージャー株式会社』がグループに参画 |
| 2023年 | 10月 | - 子会社『株式会社キュービックベンチャーズ』を『アンパサンド株式会社』へ商号変更 - 本社の内装をリニューアル（新宿フロントタワー16F）              |
| 2023年 | 11月 | - 子会社『HYACCA株式会社』を設立 - オンラインギフトショップ『HYACCA』を開始                                                                       |
| 2024年 | 5月  | - 『株式会社ODD FUTURE』がグループに参画 |

## 事業
- 成功報酬型インターネット集客代行事業
- 広告代理事業
- インターネットメディア事業
  - 主なメディア
    - エフプロ（初心者向けFX入門サイト）
    - ミズコム（ウォーターサーバー比較サイト）
    - ミライトーチ（転職活動や新しいキャリアの選択を支援するサービス）
    - your SELECT.（自分らしく選ぶ。心ときめく"お買い物メディア"）
- 有料職業紹介事業（許可番号：13-ユ-317572）

## 参加団体
- JARO（日本広告審査機構）

## 受賞歴
- Great Place to Work® Institute Japan主催「日本における『働きがいのある会社』ランキング」の「従業員100-999人」部門に6年（2018-2023年度）連続ランクイン、2022年度は総合ランキング第3位および女性ランキング第2位および若手ランキング第1位を獲得
- Great Place to Work® Institute Japan主催「アジア地域における『働きがいのある会社』ランキング」に2年（2021-2022年度）連続ランクイン
- OpenWork主催「新卒入社してよかった会社ランキング2021」において第6位を獲得
- 株式会社ワンキャリア×グローバルビジネス誌『Forbes JAPAN』主催2019年度「Great Company for Students supported by ONE CAREER」において受賞企業10社に選出
- 株式会社リンクアンドモチベーション主催「ベストモチベーションカンパニーアワード2018」「ベストモチベーションチームアワード2020」「ベストモチベーションチームアワード2021」「ベストモチベーションカンパニーアワード2022」において受賞
- 一般財団法人日本次世代企業普及機構主催「第5回ホワイト企業アワード」において「コロナ対策部門賞」を受賞、同機構主催「ホワイト企業認定制度」において「GOLD」を獲得

## 関連会社
※出典
- 株式会社Parasol
- 株式会社アーク・コミュニケーションズ
- アンパサンド株式会社
- ハイマネージャー株式会社
- HYACCA株式会社